# Julia Taylor
Julia Taylor (née le 3 novembre 1978) est une actrice pornographique hongroise. Elle a tourné de nombreux rôles dans des films pour le Private Media Group, tels que le rôle de Cléopâtre dans Private Gold No. 61: Cleopatra et Private Gold No. 64: Cleopatra No. 2 – The Legend of Eros.

## Prix et nominations
- 2000 FICEB Ninfa Prix gagnante – Best Supporting Actress (Stavros)[1]
- 2003 Venus Award gagnante - Meilleure Actrice (Europe)[2],[3]
- 2004 European X Award gagnante – Best Supporting Actress (Hongrie)[4]
- 2004 European X Award - nommée pour la Meilleure Actrice (Hongrie)